# British Rail Class 332
British Rail Class 332 - typ elektrycznych zespołów trakcyjnych wybudowanych w roku 1998 w zakładach firmy CAF w Saragossie, przy udziale koncernu Siemens. Z fabryki wyszło 14 składów, przy czym wszystkie trafiły do eksploatującej je do dziś firmy Heathrow Express, dla której stanowią 100% taboru.

## Linki zewnętrzne

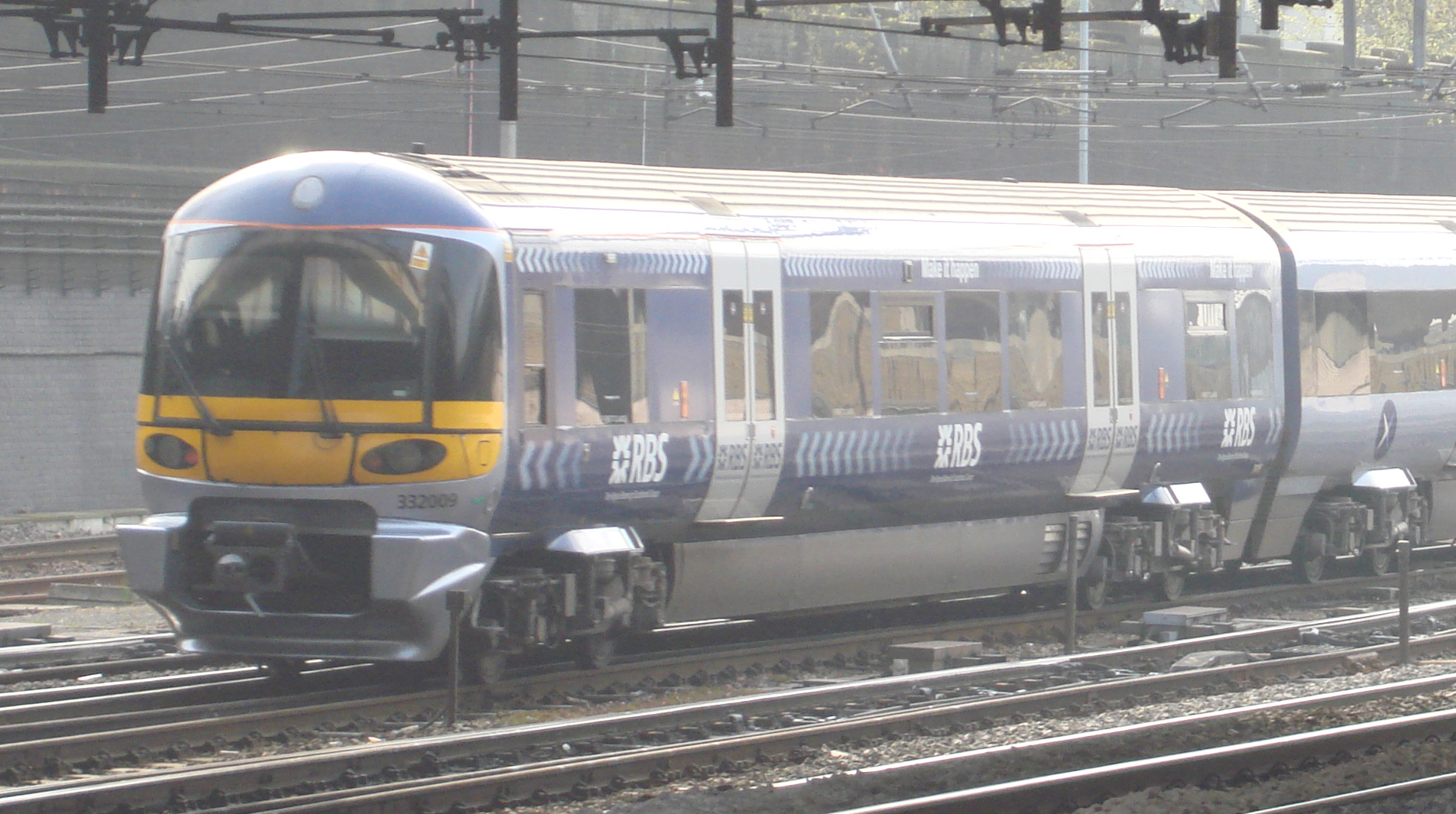
Pociąg na trasie